# Предсказание
Вижте пояснителната страница за други значения на Предсказание.
Предсказание е съобщение за някакво събитие, което с голяма степен на вероятност ще се случи в бъдещето.
В зависимост от основанията предсказанията се разделят на рационални и ирационални. Рационалните предсказания (прогнози) се основават на определени знания за закономерности (житейски или научни) и начините на тяхната практическа реализация. Ирационалните предсказания (прорицания) „се основават“ на необичайни, уникални способности на предсказателя („проблясък“, „откровение“, „ясновидство“, „провиденчески дар“, „свръхрационална интуиция“ и др.).
Предсказанието се различава значително от понятията: гадаене, ясновидство, пророчество, прогнозиране и други понятия, които представляват опит да се надникне в бъдещето с цел да се потвърди благоприятен или неблагоприятен изход от някои напълно определени действия.
Предсказател е човек, който има (или симулира) дар за ясновидство, предсказващо предстоящи събития.

## История
Предсказанието е свързано с религията като практика за намиране на скрит смисъл или причини за събитията чрез различни психологически, природни и други методи, понякога включващо предвиждане на бъдещи събития. Среща се при всички цивилизации, древни и съвременни, а в съвременната масова култура присъства във формата на хороскопи, астрология и др. подобни
В древния свят оракулите играят съществена роля в религиозния, обществения и личния живот не само в Средиземноморието, но също в Китай, Индия, Персия, Древния Египет, където носят други наименования. В Древна Гърция е прието по всички важни държавни и лични въпроси да се допитва до оракул, като най-известен е този при храма на Аполон в Делфи и неговата жрица се нарича Пития.
В някои от религиозните сюжети (например в германо-скандинавската митология) думата на предсказателя се оказва дори по-високо от желанията на боговете, тъй като дори боговете не са в състояние да отменят предсказаното – освен това предсказание може да бъде направено дори и на бога. При това „съдба“, „фатум“ – се оказват много по-ниски по ранг предсказания. Те могат да бъдат променяни чрез изпълнението на някакво действие, обет, след като се отправи молитва и т.н.